# Кастаньеда, Франк
Франк Андерссон Кастаньеда Велес (исп. Frank Andersson Castañeda Vélez; род. 17 июля 1994, Кали) — колумбийский футболист, нападающий клуба «Радомяк».

## Биография
Начал профессиональную карьеру в клубе «Орсомарсо» из второго по силе дивизиона Колумбии. В футболке «Орсомарсо» дебютировал 11 февраля 2016 года в матче Кубка Колумбии против «Америки» из Кали (0:2). Спустя три дня, 14 февраля, состоялся его дебют во втором дивизионе страны, который выпал на игру против клуба «Унион Магдалена» (2:0). Всего за «Орсомарсо» Кастаньеда выступал на протяжении двух сезонов.
В январе 2018 года был отдан в аренду в словацкую «Сеницу». В чемпионате Словакии дебютировал 3 марта 2018 года в матче против «Железиарне» (1:0). После окончания сезона 2018/19 словацкий клуб выкупил права на колумбийского игрока.
20 января 2020 года заключил контракт с тираспольским «Шерифом». Его первый официальный матч в футболке нового клуба состоялся спустя полгода после подписания контракта 22 июня 2020 года во встрече Кубка Молдавии против «Петрокуба» (0:1). В матче квалификации Лиги Европы против азербайджанского «Карабаха» Кастаньеда стал автором 100-го гола «Шерифа» в еврокубках. По ходу сезона 2020/21 Кастаньеда был выбран капитаном команды, а к концу сезона с 28 голами завоевал титул лучшего бомбардиром чемпионата. Благодаря этому результату колумбиец сумел побить рекорд Луваннора Энрике по количеству голов в одном сезоне молдавского чемпионата. Кроме того, Кастаньеда был включён в символическую сборную чемпионата и был признан лучшим игроком турнира по версии сайта Sports.md.
В мае-июне 2021 года принимал участие в играх за Кубок и Суперкубок Молдавии против «Сфынтул Георге», в которых «Шериф» уступил клубу из села Суручены. Вместе с партнёрами летом 2021 года впервые в истории «Шерифа» и молдавского футбола добился выхода в групповой этап Лиги чемпионов УЕФА. В своей группе «Шериф» занял третье место, что позволило клубу весной следующего года продолжить выступления в Лиге Европы. В декабре 2021 года контракт колумбийца с молдавским клубом подошёл к концу, после чего он покинул его. По итогам 2021 года Кастаньеда стал бомбардиром года в Молдавии (забив 21 гол) и лучшим бомбардиром среди всех колумбийцев, играющих за границей (имея в активе 34 гола).
В феврале 2022 года перешёл свободным агентом в польский клуб «Варта».

## Достижения
- Чемпион Молдавии: 2020/21
- Финалист Кубка Молдавии: 2020/21
- Лучший бомбардир чемпионата Молдавии: 2020/21

## Статистика
| Клуб      | Сезон   | Лига                     | Лига  | Лига | Кубок | Кубок | Еврокубки | Еврокубки | Другие | Другие |
| Клуб      | Сезон   | Дивизион                 | Матчи | Голы | Матчи | Голы  | Матчи     | Голы      | Матчи  | Голы   |
| --------- | ------- | ------------------------ | ----- | ---- | ----- | ----- | --------- | --------- | ------ | ------ |
| Орсомарсо | 2016    | Второй дивизион Колумбии | 29    | 4    | 1     | 0     | —         | —         | —      | —      |
| Орсомарсо | 2017    | Второй дивизион Колумбии | 13    | 0    | 3     | 0     | —         | —         | —      | —      |
| Орсомарсо | Итого   | Итого                    | 42    | 4    | 4     | 0     | —         | —         | —      | —      |
| Сеница    | 2017/18 | Чемпионат Словакии       | 7     | 5    | 0     | 0     | —         | —         | 2      | 0      |
| Сеница    | 2018/19 | Чемпионат Словакии       | 30    | 5    | 6     | 6     | —         | —         | —      | —      |
| Сеница    | 2019/20 | Чемпионат Словакии       | 17    | 8    | 2     | 0     | —         | —         | —      | —      |
| Сеница    | Итого   | Итого                    | 54    | 14   | 8     | 6     | —         | —         | 2      | 0      |
| Шериф     | 2020/21 | Чемпионат Молдавии       | 35    | 28   | 5     | 4     | 3         | 1         | —      | —      |
| Шериф     | 2021/22 | Чемпионат Молдавии       | 17    | 6    | 0     | 0     | 12        | 2         | 1      | 0      |
| Шериф     | Итого   | Итого                    | 52    | 34   | 5     | 4     | 15        | 3         | 1      | 0      |